# 沼田神社 (三原市)
沼田神社（ぬたじんじゃ）は、広島県三原市沼田東町本市に鎮座する神社。旧郷社。

## 祭神
須佐之男神と櫛名田比売神を祀る。

## 由緒
もと祇園牛頭天王社（ぎおんごずてんのうしゃ）と称し、社伝に、往昔当地一帯に疫病が流行して真人なる住人がその事を嘆いていると、ある時1人の異人が真人の許を訪れて1夜の宿を乞い、宿を貸すならば疫病を即座に鎮めると共に将来においてもその患を除こうと持ち掛けて「我は武塔素戔天王（むとうすさてんのう）なり」と告げ、驚いた真人がその乞に従ったところ、翌日立ち去り際に渚を干拓して田と成し、沼田川から引水して稲を育てるなら豊穣が約束されようと告げ、その後即座に疫病も治まった為に真人が村人と謀ってその告げの通りに新田を開くと共に社殿を造営して武塔素戔天皇（須佐之男神）を祀ったのが創祀という。その後、清和天皇朝（9世紀後葉）に天下に疫病が流行した際には勅使が差遣されてその鎮止を祈ると忽ちに効あり、朱雀天皇朝（10世紀前葉）には鶴山城城主藤原倫実が疫病の鎮遏を祈って社殿造営、社領寄進を為し、その後小早川隆景も当神社に戦勝を祈念してその報賽に社領を寄せたが、これらは広島藩藩主福島正則によって没収されたと伝える。
元治元年（1864年）5月2日には神位正一位に叙す宣旨が下され、明治初年（19世紀後葉）に郷社に列し、同40年（1907年）2月1日に神饌幣帛料供進社の指定を受けた。
なお、今川貞世の『道行振』に「此川（沼田川）にそひて西に。としふるげなる松山の中に神の社一たてり。こしきの天神と申となり」と見える「こしきの天神」に比定する説もあったらしい。

## 祭祀
本市、七宝の両地区で崇敬され、7月4日から11日にかけては祇園祭が行われる。7月4日を「七日祇園祭」と称して神霊を遷した神輿が七宝地区の嚴島神社まで神幸し、11日を「本祇園祭」と称して七宝厳島神社から当神社に還御するが、還幸に際して当神社から高さ4メートルを超える大きな山車を練り出して神輿を迎える。

## 社殿
本殿は桁行正面1間背面2間、梁間2間の入母屋造平入。拝殿は入母屋造妻入。

## 境内社
境内に和久産巣日神、宇気母智（うけもち）神、大宮能売（おおみやのめ）神他を祀る浮島神社がある。